# Mercadal (Cartes)
Mercadal es una localidad del municipio de Cartes (Cantabria, España). Es uno de los pueblos altos del municipio, situándose en un collado a 155 metros de altitud sobre el nivel del mar. Tiene una población de 67 habitantes (2008, INE). Está a 3,4 kilómetros de la capital municipal. 
En las sierras de esta localidad nace el arroyo Carabuco, afluente del río Besaya. Hay en esta localidad una laguna originada por la explotación minera; en su orilla hay un pequeño bosque con alisos y sauces. Comparte con Cohicillos un monte catalogado de Utilidad Pública: monte Dehesa y Rupila, con 637 hectáreas, en parte integrado dentro de la Reserva Nacional de Caza del Saja. Es tradicional en esta localidad es cultivo de cerezos.

## Historia
En los tiempos de la dominación romana, posiblemente ya antes del fin de las guerras cántabras, ya se explotaban las minas existentes en este lugar, muy próximo a Reocín. Por aquí pasaba una calzada. En la Edad Media estuvo bajo la jurisdicción del abad de Santillana del Mar. Esta aldea de Mercadal no se incluyó en el primer ayuntamiento constitucional de Cartes, formado durante el Trienio Liberal (1821-1823), sino que perteneció al ayuntamiento de Reocín. En aquella época, Sierra Elsa era una aldea o barrio de Mercadal. No fue hasta el año 1892 que los concejos de Mercadal y Sierra Elsa se unieron al municipio de Cartes.

## Patrimonio
Destaca en su patrimonio el palacio de Bustamante, una casa construida por García de Bustamante, noble que desempeñó diversos cargos en el Consejo de Asuntos de Italia, en el de Hacienda y Ministro de la Guerra en 1691. La contrató en 1692 con un maestro de cantería de Pontones.

## Fiestas
En el mes de agosto, los días 9 y 10, celebra sus fiestas de San Lorenzo. También son conocidas en toda la región la cabalgata de Reyes, el 5 de enero, y la Magosta el primer sábado de noviembre . La Agrupación Cultural y Deportiva El Corrucu se encarga de la organización de estas y otras actividades.